# Maeda Shigehiro
Maeda Shigehiro est un nom japonais traditionnel ; le nom de famille (ou le nom d'école), Maeda, précède donc le prénom (ou le nom d'artiste).
Maeda Shigehiro (前田 重煕, 18 août 1729-10 mai 1753) est un daimyo du milieu de l'époque d'Edo à la tête du domaine de Kaga.

## Famille
- Père : Maeda Yoshinori (1690-1745)
- Frères :
  - Maeda Munetoki (1725-1747)
  - Maeda Shigenobu (1735-1753)
  - Maeda Shigemichi (1741-1786)
  - Maeda Harunaga (1745-1810)

## Source de la traduction
- (en) Cet article est partiellement ou en totalité issu de l’article de Wikipédia en anglais intitulé « Maeda Shigehiro » (voir la liste des auteurs).